# Stadt im Dunkel
Stadt im Dunkel ist ein US-amerikanischer Kriminalfilm aus dem Jahr 1950 von William Dieterle mit Charlton Heston in seiner ersten Hauptrolle. Der Film wurde von Paramount Pictures produziert und wird zum Subgenre des Film noir gezählt.

## Handlung
Der Kriegsveteran Danny Haley betreibt mit seinen Partnern Barney und Augie ein Wettbüro. Zum zweiten Mal innerhalb von drei Wochen führt die Polizei eine Razzia durch. Captain Garvey findet jedoch nichts Belastendes und muss die drei Männer freilassen. Dannys Freundin Fran Garland arbeitet in einem Nachtclub als Sängerin. Dort lernt Danny Arthur Winant kennen, der Trainingsausrüstung für seinen Sportclub kaufen will. Als Danny einen Scheck über 5.000 Dollar in Arthurs Brieftasche erkennt, lädt er ihn spontan zu einer Partie Poker ein.
Danny, Barney, Augie und ein weiterer ehemaliger Kriegsveteran, genannt Soldier, erfahren beim Spiel von Arthurs Bruder Sidney, der Arthur stets beschützt hat. Fran beobachtet das Spiel und bemerkt, dass Danny und seine Freunde Arthur gewinnen lassen. Arthur beendet das Spiel, um seinen Bruder, der von Kanada aus anreist, vom Flughafen abzuholen. Im Vertrauen auf seine Glückssträhne willigt er in eine weitere Partie am folgenden Abend ein.
Beim nächsten Spiel wendet sich das Blatt und Arthur beginnt zu verlieren. Er glaubt, bald wieder mehr Glück zu haben, und leiht sich von Danny Geld. Als Sicherheit übergibt er den Scheck. Am nächsten Morgen sind die Zeitungen gefüllt mit Meldungen über Arthurs Selbstmord. Um ihren Kontakt zu Arthur zu vertuschen, halten die vier Gauner den Scheck zurück. Abends fühlt sich Barney verfolgt, was Danny jedoch belustigt abtut.
Als Barney ermordet aufgefunden wird, werden Danny, Augie und Soldier von Garvey verhört. Von ihm erfahren sie, dass Arthurs Bruder Rache an denjenigen geschworen hat, die für den Selbstmord verantwortlich sind. Dies hat Garvey durch einen Brief erfahren, den Sidney an die Polizei geschickt hat. Danny weigert sich auszusagen. Als Soldier verschwindet, sind sich Danny und Augie einig, dass sie Sidney finden müssen, bevor er sie findet.
Ohne sich von Fran zu verabschieden, reist Danny mit Augie nach Los Angeles. Er sucht Arthurs Frau Victoria auf und gibt sich als Angestellter der Versicherung aus, die für Arthurs Lebensversicherung zuständig ist. Dannys Ziel ist, von Victoria Informationen über Sidney zu bekommen. Danny verliebt sich in die Witwe und spürt Zuneigung für den Sohn Billy. Victoria gibt zu verstehen, dass Sidney ein Psychopath sei. Sie hat, um Billy zu schützen, alle Fotos von ihm verbrannt.
Danny enthüllt seine wahre Identität und wird von Victoria hinausgeworfen. Augie wird ermordet aufgefunden und Danny unter Mordverdacht verhaftet. Garvey glaubt an Dannys Unschuld und lässt ihn, unter der Auflage, Los Angeles zu verlassen, frei. Dannys Vorschlag, als Köder für Sidney zu fungieren, lehnt Garvey ab. Danny reist nach Las Vegas und findet den vermissten Soldier im Nachtclub-Casino von Swede. Danny wird als Croupier eingestellt, und Fran, die wieder mit Danny zusammen ist, bekommt ein Engagement als Sängerin.
Danny beginnt, mit seinem Verdienst zu spielen. Fran erhält einen Anruf Victorias mit der Warnung, dass Sidney Dannys Spur nach Las Vegas aufgenommen habe. Als Fran die Nachricht überbringt, hat Danny seinen Gewinn verdoppelt. Er bittet sie, einen Scheck an Victoria zu schicken. Fran glaubt, dass Danny Victoria liebt, und will zurück in ihre Heimatstadt Chicago.
Danny wird in seinem Hotelzimmer von Sidney angegriffen. Gerade als Sidney ihn zu erwürgen droht, stürmt Garvey mit einigen Polizisten das Zimmer. Sidney wird angeschossen, kann aber durch das Fenster entkommen. Garvey informiert Danny, dass er seinen Vorschlag überdacht und ihn als Köder benutzt habe. Am nächsten Tag findet Danny Fran am Flughafen. Noch bevor sie an Bord geht, kommen die beiden wieder zusammen.

## Produktion
Gedreht wurde der Film vom 5. April bis zum 12. Mai 1950 in Chicago (u. a. Buckingham-Brunnen), Las Vegas (u. a. Flamingo-Hotel, McCarran Airfield, Las Vegas Strip, Fremont Street), Santa Monica (Pacific Ocean Park) und Los Angeles (u. a. Ventura Boulevard, Griffith-Observatorium, Venice Beach) sowie in den Paramount-Studios in Los Angeles.

## Stab und Besetzung
Hans Dreier und Franz Bachelin waren die Art Directors, Sam Comer und Emile Kuri die Szenenbildner, Edith Head die Kostümbildnerin. Der spätere Chefkameramann Haskell Boggs arbeitete unter Victor Milner an der zweiten Kamera. Farciot Edouart war für die visuellen Effekte verantwortlich, Wally Westmore für das Make-up.
In kleinen nicht im Abspann erwähnten Nebenrollen traten Hamilton Camp, Byron Foulger, Ben Pollack, Dewey Robinson, Kasey Rogers und Otto Waldis auf.

## Musik
Für den Film wurden fünf Songs geschrieben:
- If I Didn’t Have You von Harold Spina und Jack Elliott
- That Old Black Magic von Harold Arlen und Johnny Mercer
- Letter from a Lady in Love von Maurice Ellenhorn und Judy Bennett
- I Don’t Want to Walk Without You von Frank Loesser und Jule Styne
- I Wish I Didn’t Love You So von Frank Loesser

## Synchronisation
| Rolle           | Schauspieler    | Deutscher Synchronsprecher |
| --------------- | --------------- | -------------------------- |
| Danny Haley     | Charlton Heston | Heinz Engelmann            |
| Fran Garland    | Lizabeth Scott  | Edith Schneider            |
| Victoria Winant | Viveca Lindfors | Eleonore Noelle            |
| Cpt. Garvey     | Dean Jagger     | Friedrich Joloff           |
| Arthur Winant   | Don DeFore      | Karl John                  |
| Augie           | Jack Webb       | Harald Juhnke              |
| Barney          | Ed Begley       | Walther Suessenguth        |
| Soldier         | Harry Morgan    | Clemens Hasse              |
| Swede           | Walter Sande    | Hans-Albert Martens        |

## Veröffentlichung
Die Premiere des Films fand am 6. Oktober 1950 in Seattle und Kansas City statt. In der Bundesrepublik Deutschland kam er am 6. November 1953 in die Kinos, in Österreich schon im Oktober 1953.

## Kritiken
Das Lexikon des internationalen Films schrieb: „Zuweilen sentimentales, aber durchweg spannendes Kriminaldrama.“
Bosley Crowther von der The New York Times beschrieb Charlton Hestons Zentralfigur als bloßen Brennpunkt für melodramatische Spannung, professionell unterstützt durch ein Standard-Drehbuch, straffe Regie und einer krimierfahrenen Darstellerriege.
Der TV Guide befand den Film für gut gemacht, mit genug Spannung, um die Zuschauer bei der Stange zu halten.